# Rancho las Moras, Jalisco
Rancho las Moras är en ort i Mexiko.   Den ligger i kommunen Tlajomulco de Zúñiga och delstaten Jalisco, i den centrala delen av landet, 500 km väster om huvudstaden Mexico City. Rancho las Moras ligger 1 550 meter över havet och antalet invånare är 148.
Terrängen runt Rancho las Moras är platt österut, men västerut är den kuperad. Runt Rancho las Moras är det tätbefolkat, med 266 invånare per kvadratkilometer. Närmaste större samhälle är Guadalajara, 15,0 km norr om Rancho las Moras. Omgivningarna runt Rancho las Moras är en mosaik av jordbruksmark och naturlig växtlighet.